# Новознам'янка (Каховський район)
Новозна́м'янка — село в Україні, у Верхньорогачицькій селищній громаді Каховського району Херсонської області. Населення становить 244 осіб.
СТОВ Родина — госпдвір. Станція зв'язку «Астеліт». Вишка МТС. Відділення Укрпошти. Клуб. 24 лютого 2022 року село тимчасово окуповане російськими військами під час російсько-української війни.

## Населення
Згідно з переписом УРСР 1989 року чисельність наявного населення села становила 298 осіб, з яких 145 чоловіків та 153 жінки.
За переписом населення України 2001 року в селі мешкали 244 особи.

### Мова
Розподіл населення за рідною мовою за даними перепису 2001 року:
| Мова       | Кількість | Відсоток |
| ---------- | --------- | -------- |
| українська | 218       | 89.34%   |
| російська  | 26        | 10.66%   |
| Усього     | 244       | 100%     |